# Koen Sanders
Koenraad Sanders (Brugge, 17 december 1962) is een gewezen Belgische voetballer. Hij speelde in de jaren 80 en 90 verscheidene seizoenen voor Club Brugge en KV Mechelen. Hij speelde in totaal ook vier keer voor de Rode Duivels.
Koen Sanders is de jongere broer van gewezen voetballer Dirk (geboren in 1955).

## Carrière

### Jeugd
Koen Sanders begon bij de jeugd van SK Eernegem, maar maakte als tiener de overstap naar de jeugdopleiding van Club Brugge. In 1979 debuteerde hij in het beloftenelftal van blauw-zwart. Een jaar later mocht hij al overgaan naar de A-kern.

### Club Brugge
De 18-jarige Sanders maakte zijn debuut op het hoogste niveau in een woelig seizoen. Club Brugge ontsloeg trainer Han Grijzenhout en eindigde met diens opvolger Gilbert Gress uiteindelijk op de zesde plaats in het klassement. De jonge Sanders kreeg in zijn eerste jaar een handvol speelkansen op het middenveld.
Een seizoen later werd hij regelmatiger opgesteld. Sanders werd op de rechterflank geposteerd en zag hoe zijn team een jaar lang met de degradatie flirtte. Blauw-zwart werd vijftiende en zag met Spitz Kohn, Rik Coppens en Raymond Mertens drie trainers de revue passeren. Onder leiding van Georg Kessler bereikte Club in 1983 de finale van de Beker van België. Club verloor met 3-1 van SK Beveren, maar Sanders zelf kwam in de finale niet in actie. Ook een seizoen later kon de Duitse trainer Club Brugge niet naar een prijs loodsen. Sanders speelde regelmatig, maar had na vier seizoenen nog steeds niet het status van onbetwiste titularis. Daarom besloot hij Club Brugge in 1984 te verlaten.

### KV Mechelen
Ondanks een concrete aanbieding van KSV Waregem tekende Sanders in 1984 bij KV Mechelen, waar hij aanvankelijk een ploegmaat werd van onder meer Albert Cluytens, Piet den Boer, Theo Custers en Mark Talbut. Midden jaren 80 groeide het team onder leiding van Aad de Mos uit tot een Belgische topclub. Met spelers als Lei Clijsters, Graeme Rutjes, Erwin Koeman en Walter Meeuws bereikte Mechelen in 1987 de finale van de Beker van België. Malinois won met het kleinste verschil van FC Luik, Sanders zelf speelde opnieuw niet mee.
Als bekerwinnaar plaatste Mechelen zich voor de Europacup II. De club bereikte de finale en won daarin verrassend met 1-0 van Ajax. 
Het is tot op heden de laatste Europese trofee die door een Belgische club gewonnen werd. Sanders speelde in de finale tegen Ajax 90 minuten mee. Een seizoen later veroverde Mechelen ook de landstitel en de Europese Supercup. De Supercup werd over twee wedstrijden gespeeld, de tegenstander was PSV. Sanders speelde beide wedstrijden. Bovendien werd hij dat seizoen ook voor de eerste keer geselecteerd voor de nationale ploeg.
Na het Europese succes zochten heel wat belangrijke spelers andere oorden op. Sanders bleef wel in Mechelen en werd steeds vaker ingezet als rechtsachter. Hij verloor met KV Mechelen zowel in 1991 als in 1992 de finale van de Beker van België.

### Harelbeke en Wevelgem
In 1995 keerde de 33-jarige Sanders terug naar West-Vlaanderen. Hij sloot zich aan bij promovendus KRC Harelbeke. De club kon zich onder het toezicht van trainer Henk Houwaart enkele seizoenen in eerste houden. Sanders speelde bij Harelbeke nog samen met Hein Vanhaezebrouck en Piet Verschelde. Toen hij met Harelbeke op bezoek ging bij Mechelen kreeg hij van de thuissupporters applaus voor bewezen diensten.
In 1997 ruilde hij Harelbeke in voor Wevelgem City dat toen in Vierde Klasse uitkwam. Hij speelde er nog één seizoen en hield het dan voor bekeken. In de zomer van 1998 zette hij een punt achter zijn voetbalcarrière en ging hij aan de slag als bankbediende en later ook als bode.

## Nationale ploeg
Op 27 mei 1989 maakte Sanders zijn debuut voor België. Bondscoach Guy Thys selecteerde hem toen als rechtsachter voor de vriendschappelijke interland tegen Joegoslavië. In totaal speelde hij vier keer voor de nationale ploeg. Zijn laatste interland speelde hij onder bondscoach Walter Meeuws, zijn ex-ploegmaat van bij Club Brugge en KV Mechelen.

### Interlands
| No. | Datum      | Wedstrijd            | Uitslag | Basisplaats of invalbeurt           | Soort Wedstrijd          |
| --- | ---------- | -------------------- | ------- | ----------------------------------- | ------------------------ |
| 1.  | 27-05-1989 | België - Joegoslavië | 1-0     | Basisplaats 90'                     | Vriendschappelijk        |
| 2.  | 01-06-1989 | Luxemburg - België   | 0-5     | Basisplaats 90'                     | WK-kwalificatiewedstrijd |
| 3.  | 08-06-1989 | Canada - België      | 0-2     | Basisplaats 90'                     | Vriendschappelijk        |
| 4.  | 17-01-1990 | Griekenland - België | 2-0     | Ingevallen na 59' voor Marc Degryse | Vriendschappelijk        |

## Palmares
| Nationaal         |    |      |
| Belgisch kampioen | 1x | 1989 |
| Beker van België  | 1x | 1987 |
| Europees          |    |      |
| Europacup II      | 1x | 1988 |
| UEFA Super Cup    | 1x | 1988 |